# Бадмінтон на літніх Олімпійських іграх 2020 — кваліфікація
У цій статті представлено подробиці кваліфікаційного відбору на змагання з бадмінтону на літніх Олімпійських іграх 2020 (перенесених на 2021 рік через пандемію коронавірусної хвороби 2019). Загалом розігрувалось 172 квоти. Період кваліфікації тривав з 29 квітня 2019 року по 25 квітня 2021 року, і для остаточного розподілу квот використано рейтинг лист Всесвітньої федерації бадмінтону, опублікований 15 червня 2021 року. Кожна країна могла виставити максимум по два гравці в чоловічому та жіночому одинарному розрядах, якщо обидва вони входять до  чільної 16-ки світу; в іншому разі кожна країна мала право виставити по одному представникові, поки не сформується список із тридцяти восьми гравців. Подібні правила стосувалися і пар, кожен НОК (Національний олімпійський комітет) міг виставити щонайбільше по дві пари, якщо обидві вони належать до вісімки найкращих, а решта НОК мають право на одну квоту, поки не сформується список із 16-ти пар. 28 травня 2021 року Всесвітня федерація бадмінтону підтвердила, що в рамках кваліфікаційного вікна більше не відбудуться турніри через поточну пандемію COVID-19. Отож, хоча кваліфікаційний період закінчується 15 червня 2021 року, до початку Олімпійських ігор рейтинг-лист не зміниться.

## Кваліфікаційні критерії
- Одинарний розряд:
  - Рейтинг 1-16: Гравців беруть по черзі відповідно до рейтингу. Кожен НОК може виставити щонайбільше по 2 гравці, за умови, що обидва вони потрапили до топ-16.
  - Рейтинг 17 і нижче: Гравців беруть по черзі відповідно до рейтингу. Кожен НОК може виставити щонайбільше по 1 гравцеві.
- Парний розряд:
  - Рейтинг 1–8: Пари беруть по черзі відповідно до рейтингу. Кожен НОК може виставити максимум по 2 пари, за умови, що обидві вони входять до топ-8.
  - Рейтинг 9 і нижче: пари беруть по черзі відповідно до рейтингу. Кожен НОК може виставити максимум по 1 парі.

Кожній з п’яти континентальних конфедерацій гарантовано щонайменше по одному місцю в кожній одинарній та парній дисциплінах (це називається системою квот континентального представництва). Якщо цього не забезпечено внаслідок описаного вище відбору, то на олімпіаду потрапляє спортсмен або пара з найвищим рейтингом на відповідному континенті. Через систему квот континентального представництва НОК може кваліфікувати гравців або пари щонайбільше у двох дисциплінах; якщо НОК претендує на більш ніж дві дисципліни через систему квот континентального представництва, то він повинен вибрати дві дисципліни, а решту квот відходять гравцю або парі наступного НОК, що відповідає вимогам. 
Країні-господарці Японії гарантовано принаймні по одному місцю в чоловічому та жіночому одинарному розрядах, але дозволено виставляти більш як по два гравці, якщо вони відповідають критеріям кваліфікації. Існує ще Тристороння комісія, яка може розподіляти для НОК шість квот, по три в чоловічому та жіночому одинарному розрядах. Запрошення Тристоронньої комісії вважаються за систему квот континентального представництва. 
Якщо якийсь гравець кваліфікується одразу і в парному розряді, і в одинарному, то невикористана квота відходить наступному спортсмену відповідної статі в одинарному розряді у Рейтинг-листі BWF станом на 15 червня 2021 року. Це гарантує кваліфікацію 86 чоловіків та 86 жінок проходять кваліфікацію, причому списки в окремих дисциплінах можуть містити понад 38 учасників.

## Підсумки кваліфікації
| НОК                     | Чоловіки         | Чоловіки      | Жінки            | Жінки         | Мікст | Загалом | Загалом    |
| НОК                     | Одинарний розряд | Парний розряд | Одинарний розряд | Парний розряд | Мікст | Квоти   | Спортсмени |
| ----------------------- | ---------------- | ------------- | ---------------- | ------------- | ----- | ------- | ---------- |
| Австралія (AUS)         |                  |               | 1                | 1             | 1     | 3       | 4          |
| Австрія (AUT)           | 1                |               |                  |               |       | 1       | 1          |
| Азербайджан (AZE)       | 1                |               |                  |               |       | 1       | 1          |
| Бельгія (BEL)           |                  |               | 1                |               |       | 1       | 1          |
| Бразилія (BRA)          | 1                |               | 1                |               |       | 2       | 2          |
| Болгарія (BUL)          |                  |               | 1                | 1             |       | 2       | 3          |
| Канада (CAN)            | 1                | 1             | 1                | 1             | 1     | 5       | 8          |
| Китай (CHN)             | 2                | 1             | 2                | 2             | 2     | 9       | 13         |
| Данія (DEN)             | 2                | 1             | 1                | 1             | 1     | 6       | 9          |
| Єгипет (EGY)            |                  |               |                  | 1             | 1     | 2       | 3          |
| Естонія (EST)           | 1                |               | 1                |               |       | 2       | 2          |
| Фінляндія (FIN)         | 1                |               | 1                |               |       | 2       | 2          |
| Франція (FRA)           | 1                |               | 1                |               | 1     | 3       | 4          |
| Німеччина (GER)         | 1                | 1             | 1                | 1             |       | 4       | 5          |
| Велика Британія (GBR)   | 1                | 1             | 1                | 1             | 1     | 5       | 6          |
| Гватемала (GUA)         | 1                |               |                  |               |       | 1       | 1          |
| Гонконг (HKG)           | 1                |               | 1                |               | 1     | 3       | 4          |
| Угорщина (HUN)          | 1                |               | 1                |               |       | 2       | 2          |
| Індія (IND)             | 1                | 1             | 1                |               |       | 3       | 4          |
| Індонезія (INA)         | 2                | 2             | 1                | 1             | 1     | 7       | 11         |
| Ірландія (IRL)          | 1                |               |                  |               |       | 1       | 1          |
| Ізраїль (ISR)           | 1                |               | 1                |               |       | 2       | 2          |
| Японія (JPN)            | 2                | 2             | 2                | 2             | 1     | 9       | 13         |
| Малайзія (MAS)          | 1                | 1             | 1                | 1             | 1     | 5       | 8          |
| Маврикій (MRI)          | 1                |               |                  |               |       | 1       | 1          |
| Мексика (MEX)           | 1                |               |                  |               |       | 1       | 1          |
| М'янма (MYA)            |                  |               | 1                |               |       | 1       | 1          |
| Нідерланди (NED)        | 1                | 1             | 1                | 1             | 1     | 5       | 6          |
| Нова Зеландія (NZL)     | 1                |               |                  |               |       | 1       | 1          |
| Нігерія (NGR)           |                  |               | 1                |               | 1     | 2       | 13         |
| Перу (PER)              |                  |               | 1                |               |       | 1       | 1          |
| Польща (POL)            |                  |               | 1                |               |       | 1       | 1          |
| Росія (RUS)             | 1                | 1             | 1                |               |       | 3       | 4          |
| Сінгапур (SGP)          | 1                |               | 1                |               |       | 2       | 2          |
| Словаччина (SVK)        |                  |               | 1                |               |       | 1       | 1          |
| Південна Корея (KOR)    | 1                | 1             | 2                | 2             | 1     | 7       | 10         |
| Іспанія (ESP)           | 1                |               | 1                |               |       | 2       | 2          |
| Швеція (SWE)            | 1                |               |                  |               |       | 1       | 1          |
| Швейцарія (SUI)         |                  |               | 1                |               |       | 1       | 1          |
| Китайський Тайбей (TPE) | 2                | 1             | 1                |               |       | 4       | 5          |
| Таїланд (THA)           | 1                |               | 2                | 1             | 1     | 5       | 7          |
| Туреччина (TUR)         | 1                |               | 1                |               |       | 2       | 2          |
| Україна (UKR)           | 1                |               |                  |               |       | 1       | 1          |
| США (USA)               | 1                |               | 1                |               |       | 2       | 2          |
| В'єтнам (VIE)           | 1                |               | 1                |               |       | 2       | 2          |
| Загалом: 44 НОК         | 40               | 16            | 39               | 16            | 16    | 128     | 167        |

## Офіційний рейтинг
Всі змагання було перенесено і переформатовано через Пандемію коронавірусної хвороби 2019.

### Одинарний розряд (чоловіки)
| QR | WR  | Гравець                    | Країна                  |
| -- | --- | -------------------------- | ----------------------- |
| 1  | 1   | Кенто Момота               | Японія (JPN)            |
| 2  | 2   | Чжоу Дяньчжень             | Китайський Тайбей (TPE) |
| 3  | 3   | Андерс Антонсен            | Данія (DEN)             |
| 4  | 4   | Віктор Аксельсен           | Данія (DEN)             |
| 5  | 5   | Ентоні Сінісука Ґінтінґ    | Індонезія (INA)         |
| 6  | 6   | Чень Лун                   | Китай (CHN)             |
| 7  | 7   | Джонатан Крісті            | Індонезія (INA)         |
| 8  | 8   | Ин Калун                   | Гонконг (HKG)           |
| 9  | 9   | Лі Зії Цзя                 | Малайзія (MAS)          |
| 10 | 10  | Ван Цзи-Вей                | Китайський Тайбей (TPE) |
| 11 | 11  | Ши Юці                     | Китай (CHN)             |
| 12 | 12  | Канта Цунеяма              | Японія (JPN)            |
| 13 | 13  | Б. Сай Пранейт             | Індія (IND)             |
| 14 | 14  | Кантафон Вангчароен        | Таїланд (THA)           |
| 15 | 31  | Хе Кван-хі                 | Південна Корея (KOR)    |
| 16 | 34  | Бріс Левердес              | Франція (FRA)           |
| 17 | 35  | Марк Калюв                 | Нідерланди (NED)        |
| 18 | 36  | Лох Кін Ю                  | Сінгапур (SGP)          |
| 19 | 43  | Браєн Янґ                  | Канада (CAN)            |
| 20 | 44  | Пабло Абіан                | Іспанія (ESP)           |
| 21 | 45  | Міша Зільберман            | Ізраїль (ISR)           |
| 22 | 49  | Ігор Коелью де Олівейра    | Бразилія (BRA)          |
| 23 | 52  | Тобі Пенті                 | Велика Британія (GBR)   |
| 24 | 53  | Фелікс Бурештет            | Швеція (SWE)            |
| 25 | 58  | Кевін Кордон               | Гватемала (GUA)         |
| 26 | 60  | Нхат Нгуєн                 | Ірландія (IRL)          |
| 27 | 63  | Ліно Муньйос               | Мексика (MEX)           |
| 28 | 64  | Калле Кольонен             | Фінляндія (FIN)         |
| 29 | 67  | Сергій Сірант              | Росія (RUS)             |
| 30 | 68  | Кай Шефер                  | Німеччина (GER)         |
| 31 | 69  | Аде Рескі Двікайо          | Азербайджан (AZE)       |
| 32 | 71  | Нгуєн Тьєн Мін             | В'єтнам (VIE)           |
| 33 | 78  | Жорж Поль                  | Маврикій (MRI)          |
| 34 | 79  | Рауль Муст                 | Естонія (EST)           |
| 35 | 82  | Лука Врабер                | Австрія (AUT)           |
| 36 | 84  | Почтарьов Артем Сергійович | Україна (UKR)           |
| 37 | 89  | Тімоті Лам                 | США (USA)               |
| 38 | 91  | Гергей Краус               | Угорщина (HUN)          |
| 39 | 94  | Емре Лале                  | Туреччина (TUR)         |
| 40 | 103 | Абхінав Манота             | Нова Зеландія (NZL)     |

### Одинарний розряд (жінки)
| QR | WR | Гравчиня                  | Країна                  |
| -- | -- | ------------------------- | ----------------------- |
| 1  | 1  | Чень Юфей                 | Китай (CHN)             |
| 2  | 2  | Дай Цзиїн                 | Китайський Тайбей (TPE) |
| 3  | 3  | Окухара Нодзомі           | Японія (JPN)            |
| 4  | 4  | Кароліна Марін            | Іспанія (ESP)           |
| 5  | 5  | Акане Ямагуті             | Японія (JPN)            |
| 6  | 6  | Ратчханок Інтанон         | Таїланд (THA)           |
| 7  | 7  | Пусарла Венката Сінду     | Індія (IND)             |
| 8  | 8  | Ан Се Юн                  | Південна Корея (KOR)    |
| 9  | 9  | Хе Бінцзяо                | Китай (CHN)             |
| 10 | 10 | Мішель Лі                 | Канада (CAN)            |
| 11 | 12 | Бусанан Онгбамрунгфан     | Таїланд (THA)           |
| 12 | 14 | Чжан Бейвен               | США (USA)               |
| 13 | 16 | Кім Га-ун                 | Південна Корея (KOR)    |
| 14 | 18 | Міа Бліхфельдт            | Данія (DEN)             |
| 15 | 20 | Грегорія Маріска Тунджунг | Індонезія (INA)         |
| 16 | 23 | Євгенія Косецька          | Росія (RUS)             |
| 17 | 25 | Єо Цзя Мінь               | Сінгапур (SGP)          |
| 18 | 26 | Кірсті Гілмур             | Велика Британія (GBR)   |
| 19 | 27 | Соня Чеа Су Я             | Малайзія (MAS)          |
| 20 | 29 | Несліхан Їгіт             | Туреччина (TUR)         |
| 21 | 34 | Чжан Нган Ї               | Гонконг (HKG)           |
| 22 | 37 | Ці Сюефей                 | Франція (FRA)           |
| 23 | 41 | Івонн Лі                  | Німеччина (GER)         |
| 24 | 42 | Ліанне Тань               | Бельгія (BEL)           |
| 25 | 47 | Нгуєн Тхюї Лінь           | В'єтнам (VIE)           |
| 26 | 50 | Сабріна Жаке              | Швейцарія (SUI)         |
| 27 | 52 | Ксенія Полікарпова        | Ізраїль (ISR)           |
| 28 | 54 | Крістін Кууба             | Естонія (EST)           |
| 29 | 56 | Тхет Хтар Тузар           | М'янма (MYA)            |
| 30 | 58 | Сорая-де-Віш-Айберген     | Нідерланди (NED)        |
| 31 | 61 | Лаура Шароші              | Угорщина (HUN)          |
| 32 | 62 | Лінда Зечирі              | Болгарія (BUL)          |
| 33 | 63 | Чжень Сюаньюй             | Австралія (AUS)         |
| 34 | 67 | Джордан Гарт              | Польща (POL)            |
| 35 | 68 | Айрі Міккеля              | Фінляндія (FIN)         |
| 36 | 69 | Фабіана Сілва             | Бразилія (BRA)          |
| 37 | 70 | Даніела Масіас            | Перу (PER)              |
| 38 | 71 | Доркас Аджоке Адесокан    | Нігерія (NGR)           |
| 39 | 72 | Мартина Репишка           | Словаччина (SVK)        |

### Парний розряд (чоловіки)
| QR | WR | Гравці                    | Країна                  |
| -- | -- | ------------------------- | ----------------------- |
| 1  | 1  | Маркус Фернальді Гідеон   | Індонезія (INA)         |
| 1  | 1  | Кевін Санджая Сукамульо   | Індонезія (INA)         |
| 2  | 2  | Мохаммад Ахсан            | Індонезія (INA)         |
| 2  | 2  | Хендра Сетьяван           | Індонезія (INA)         |
| 3  | 3  | Лі Цзюньхуей              | Китай (CHN)             |
| 3  | 3  | Лю Юйчень                 | Китай (CHN)             |
| 4  | 4  | Хіроюкі Ендо              | Японія (JPN)            |
| 4  | 4  | Юта Ватанабе              | Японія (JPN)            |
| 5  | 5  | Такесі Камура             | Японія (JPN)            |
| 5  | 5  | Кейґо Сонода              | Японія (JPN)            |
| 6  | 7  | Лі Ян                     | Китайський Тайбей (TPE) |
| 6  | 7  | Ван Чі-лінь               | Китайський Тайбей (TPE) |
| 7  | 8  | Чхве Сол Гю               | Південна Корея (KOR)    |
| 7  | 8  | Со Сьон Чже               | Південна Корея (KOR)    |
| 8  | 9  | Сатвіксайрай Ранкіредді   | Індія (IND)             |
| 8  | 9  | Чіраг Шетті               | Індія (IND)             |
| 9  | 10 | Аарон Чіа                 | Малайзія (MAS)          |
| 9  | 10 | Со Уй Їк                  | Малайзія (MAS)          |
| 10 | 11 | Кім Аструп                | Данія (DEN)             |
| 10 | 11 | Андерс Скааруп Расмуссен  | Данія (DEN)             |
| 11 | 15 | Марк Ламсфус              | Німеччина (GER)         |
| 11 | 15 | Марвін Еміль Зайдель      | Німеччина (GER)         |
| 12 | 18 | Володимир Іванов          | Росія (RUS)             |
| 12 | 18 | Іван Созонов}}            | Росія (RUS)             |
| 13 | 19 | Маркус Елліс              | Велика Британія (GBR)   |
| 13 | 19 | Кріс Ленгрідж             | Велика Британія (GBR)   |
| 14 | 32 | Джейсон Хо-шу             | Канада (CAN)            |
| 14 | 32 | Ніл Якура                 | Канада (CAN)            |
| 15 | 36 | Джеле Маас                | Нідерланди (NED)        |
| 15 | 36 | Робін Табелінг            | Нідерланди (NED)        |
| 16 | 44 | Годвін Олофуа             | Нігерія (NGR)           |
| 16 | 44 | Аунулувапо Джувон Опейорі | Нігерія (NGR)           |

### Парний розряд (жінки)
| QR | WR | Гравчині                | Країна                |
| -- | -- | ----------------------- | --------------------- |
| 1  | 1  | Юкі Фукусіма            | Японія (JPN)          |
| 1  | 1  | Саяка Хірота            | Японія (JPN)          |
| 2  | 2  | Чень Цинчень            | Китай (CHN)           |
| 2  | 2  | Цзя Іфань               | Китай (CHN)           |
| 3  | 3  | Маю Мацумото            | Японія (JPN)          |
| 3  | 3  | Вакана Наґахара         | Японія (JPN)          |
| 4  | 4  | Лі Со Хі                | Південна Корея (KOR)  |
| 4  | 4  | Сін Син Чхан            | Південна Корея (KOR)  |
| 5  | 5  | Кім Со Йон              | Південна Корея (KOR)  |
| 5  | 5  | Гун Хі Йон              | Південна Корея (KOR)  |
| 6  | 6  | Ду Юе                   | Китай (CHN)           |
| 6  | 6  | Лі Іньхуей              | Китай (CHN)           |
| 7  | 7  | Ґрейся Полії            | Індонезія (INA)       |
| 7  | 7  | Апріяні Рахаю           | Індонезія (INA)       |
| 8  | 11 | Габріела Стоєва         | Болгарія (BUL)        |
| 8  | 11 | Стефані Стоєва          | Болгарія (BUL)        |
| 9  | 12 | Йонгкольфан Кітітаракул | Таїланд (THA)         |
| 9  | 12 | Равінда Праджонджай     | Таїланд (THA)         |
| 10 | 14 | Чоу Мей Куан            | Малайзія (MAS)        |
| 10 | 14 | Лі Мен Єан              | Малайзія (MAS)        |
| 11 | 15 | Майкен Фруерґард        | Данія (DEN)           |
| 11 | 15 | Сара Тигесен            | Данія (DEN)           |
| 12 | 16 | Хло Берч                | Велика Британія (GBR) |
| 12 | 16 | Лорен Сміт              | Велика Британія (GBR) |
| 13 | 17 | Селена Пік              | Нідерланди (NED)      |
| 13 | 17 | Шеріл Сейнен            | Нідерланди (NED)      |
| 14 | 18 | Рейчел Гондеріх         | Канада                |
| 14 | 18 | Крістен Цай             | Канада                |
| 15 | 23 | Сетяна Мапаса           | Австралія (AUS)       |
| 15 | 23 | Ґроня Соммервілл        | Австралія (AUS)       |
| 16 | 40 | Доха Хані               | Єгипет (EGY)          |
| 16 | 40 | Хадія Хосні             | Єгипет (EGY)          |

### Змішаний парний розряд
| QR | WR | Гравці                  | Країна                |
| -- | -- | ----------------------- | --------------------- |
| 1  | 1  | Чжен Сівей              | Китай (CHN)           |
| 1  | 1  | Хуан Яцион              | Китай (CHN)           |
| 2  | 2  | Ван Ілу                 | Китай (CHN)           |
| 2  | 2  | Хуан Дунпін             | Китай (CHN)           |
| 3  | 3  | Дечаполь Пуаваранукрох  | Таїланд (THA)         |
| 3  | 3  | Сапсірі Таераттаначхаї  | Таїланд (THA)         |
| 4  | 4  | Правін Джордан          | Індонезія (INA)       |
| 4  | 4  | Мелаті Даєва Октавіанті | Індонезія (INA)       |
| 5  | 5  | Юта Ватанабе            | Японія (JPN)          |
| 5  | 5  | Аріса Хіґасіно          | Японія (JPN)          |
| 6  | 6  | Со Сьон Чже             | Південна Корея (KOR)  |
| 6  | 6  | Чже Йо Чжун             | Південна Корея (KOR)  |
| 7  | 7  | Чань Пен Сун            | Малайзія (MAS)        |
| 7  | 7  | Го Лю Їн                | Малайзія (MAS)        |
| 8  | 8  | Маркус Елліс            | Велика Британія (GBR) |
| 8  | 8  | Лорен Сміт              | Велика Британія (GBR) |
| 9  | 10 | Тан Чунь Ман            | Гонконг (HKG)         |
| 9  | 10 | Се Ін Сют               | Гонконг (HKG)         |
| 10 | 14 | Том Гікель              | Франція (FRA)         |
| 10 | 14 | Дельфін Дельру          | Франція (FRA)         |
| 11 | 15 | Робін Табелінг          | Нідерланди (NED)      |
| 11 | 15 | Селена Пік              | Нідерланди (NED)      |
| 12 | 16 | Марк Ламсфус            | Німеччина (GER)       |
| 12 | 16 | Ізабель Герттріх        | Німеччина (GER)       |
| 13 | 17 | Матіас Крістіансен      | Данія (DEN)           |
| 13 | 17 | Александра Боє          | Данія (DEN)           |
| 14 | 31 | Джошуа Гарлбурт-Ю       | Канада (CAN)          |
| 14 | 31 | Жозефін У               | Канада (CAN)          |
| 15 | 44 | Адхам Хатем Ельгамаль   | Єгипет (EGY)          |
| 15 | 44 | Доха Хані               | Єгипет (EGY)          |
| 16 | 48 | Сімон Люн               | Австралія (AUS)       |
| 16 | 48 | Ґроня Сомервілл         | Австралія (AUS)       |